# Estorninho-pequeno-de-orelha-azul
Estorninho-do-miombo ou estorninho-de-orelha-azul-do-miombo (Lamprotornis elisabeth) é uma espécie de passeriforme da família Sturnidae.
Pode ser encontrada nos seguintes países: Botswana, República Democrática do Congo, Quénia, Malawi, Moçambique, Namíbia, Tanzânia, Uganda, Zâmbia e Zimbabwe.